# Pogrom w Trypolisie (1945)

Żydzi w Libii pod panowaniem Włochów w 1936 r. Wartości oznaczają liczbę żydowskich mieszkańców w danym mieście

Pogrom w Trypolisie (1945) – masakra ludności żydowskiej w kontrolowanym przez aliantów Trypolisie (stolica Libii), dokonana przez arabskich napastników w dniach 5–7 listopada 1945. W pogromie zginęło 130–140 osób, a kilkaset zostało rannych. Do ataku doszło w kontekście rozruchów po 28. rocznicy deklaracji Balfoura. Towarzyszyły mu również zajścia w czterech sąsiednich miejscowościach.
Łącznie z poprzednimi prześladowaniami Żydów libijskich przez Państwa Osi, zamieszki w Trypolisie stanowiły punkt zwrotny w historii Żydów w Libii. W ciągu kilku lat większość członków diaspory żydowskiej w tym kraju wyemigrowało, głównie do Izraela i Włoch.

## Tło

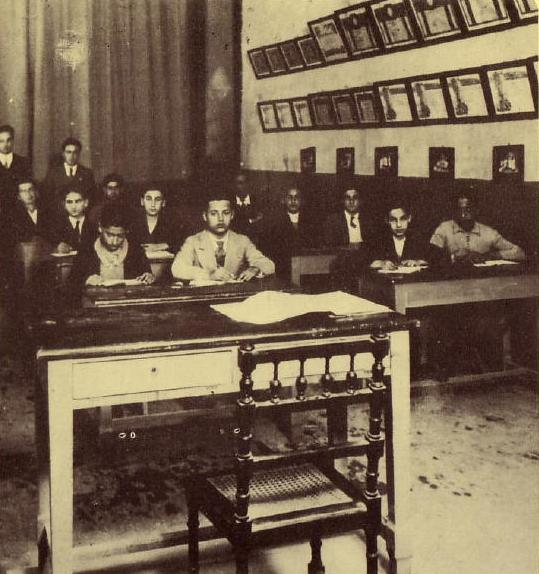
Klasa w synagodze w Bengazi, między 1930–40

W późnych latach 30. włoskie władze faszystowskie w Libii nałożyły szereg ustaw antysemickich. Żydzi zostali wykluczeni z posad państwowych, a niektórych zwolniono z państwowych szkół. Dowody osobiste oznaczono pieczątką „rasa żydowska”. Pomimo tych represji w 1941 nadal około 1/4 ludności Trypolisu stanowili Żydzi, zaś we wspólnocie działały 44 synagogi.
W lutym 1942 wojska niemieckie odniosły sukcesy, walcząc w Afryce Północnej z Aliantami. Zajmując dzielnicę żydowską w Bengazi, splądrowały w niej sklepy. Ponad 2000 mieszkańców zostało osadzonych w obozach pracy przymusowej na pustyni. Ponad 1/5 z nich zginęła.
2 listopada 1945, w 28. rocznicę deklaracji Balfoura, fala antyżydowskich zamieszek rozlała się po syryjskim Aleppo, egipskim Kairze i libijskim Trypolisie, gdzie zebrała największe żniwo.

## Pogrom
Do jednych z najpoważniejszych antyżydowskich rozruchów doszło po wyzwoleniu Afryki Północnej przez wojska alianckie. Pomiędzy 5 a 7 listopada 1945 w Trypolisie oraz czterech sąsiednich miejscowościach: Zanzur, Zawiya, Cussabat i Zitlin doszło do masakr. Napastnicy zamordowali między 130 a ponad 140 osób (w tym 36 dzieci), a 400–450 Żydów zostało ciężko rannych. Splądrowano niemal wszystkie miejskie synagogi, a pięć z nich zniszczono. Od kilkuset do ponad tysiąca domów i warsztatów zostało zdewastowanych. Na skutek napaści około 2000 Żydów straciło dach nad głową, a stan 2400 zredukował się do poziomu ubóstwa. Część Żydów nawracano siłą na islam.
Stacjonujący w Trypolisie żołnierze brytyjscy przez kilka dni wykazywali się bezczynnością.

## Następstwa
Sytuacja społeczności libijskich Żydów pogorszyła się ponownie w następstwie wybuchu wojny izraelsko-arabskiej w 1948 roku. W czerwcu 1948 doszło do kolejnego pogromu, w którym antyżydowscy napastnicy zabili 12 osób i zniszczyli 280 domów. Jednak tym razem społeczność była przygotowana do samoobrony, której oddziały odparły atak i nie dopuściły do większej liczby ofiar.
Powyższe wydarzenia przyczyniły się do erozji poczucia bezpieczeństwa wśród społeczności żydowskiej. To oraz powstanie Izraela w 1948 popchnęło większość z nich do emigracji. W latach 1948–1951, a zwłaszcza po zalegalizowaniu emigracji w 1949 roku, 30 972 Żydów wyemigrowało z Libii do Izraela.